# Мадагаскар на Светском првенству у атлетици на отвореном 2013.
Мадагаскар је учествовао на Светском првенству у атлетици на отвореном 2013. одржаном у Москви од 10. до 18. августа четрнаести пут, односно учествовао је на свим првенствима до данас. Репрезентацију Мадагаскара представљало је двоје атлетичара, који су се такмичили у две дисциплине..
На овом првенству Мадагаскар није освојио ниједну медаљу. Није било националних рекорда али је било шест личних рекорда сезоне и један лични рекорд.

## Учесници
| Мушкарци: - Али Каме — Десетобој | Жене: - Eliane Saholinirina — 1.500 м |  |

## Резултати

### Мушкарци
Десетобој
| Дисциплина    | Али Каме  | Али Каме               | Али Каме               | Али Каме               | Али Каме               | Али Каме               |
| Дисциплина    | Лич. рек. | Резултат               | Бод.                   | Плас.                  | Укупно                 | Плас.                  |
| ------------- | --------- | ---------------------- | ---------------------- | ---------------------- | ---------------------- | ---------------------- |
| 100 м         | 11,00     | 11,48                  | 757                    | 33                     |                        |                        |
| Скок удаљ     | 7,43      | 6,72 ЛРС               | 748                    | 30                     | 1.505                  | 31                     |
| Бацање кугле  | 13,67     | 12,73                  | 651                    | 33                     | 2.156                  | 33                     |
| Скок увис     | 2,02      | 1,90 ЛРС               | 714                    | 24                     | 2.870                  | 30                     |
| 400 м         | 49,29     | 50,87 ЛРС              | 775                    | 25                     | 3.645                  | 28                     |
| 110 м препоне | 14,61     | 15,20 ЛРС              | 825                    | 23                     | 4.470                  | 26                     |
| Бацање диска  | 39,40     | 36,86                  | 601                    | 27                     | 5.071                  | 26                     |
| Скок мотком   | 4,50      | 4,20 ЛРС               | 673                    | 11                     | 5.744                  | 25                     |
| Бацање копља  | 65,76     | 65,76 ЛР               | 825                    | 7                      | 6.569                  | 25                     |
| 1.500 м       | 4:31,61   | није стартовао         | није стартовао         | није стартовао         | није стартовао         | није стартовао         |
| Десетобој     | 7.685 НР  | није завршио такмичење | није завршио такмичење | није завршио такмичење | није завршио такмичење | није завршио такмичење |

### Жене
| Атлетичарка         | Дисциплина | Лични рекорд | Квалификација | Квалификација | Полуфинале            | Полуфинале            | Финале                | Финале  | Детаљи |
| Атлетичарка         | Дисциплина | Лични рекорд | Резултат      | Место         | Резултат              | Место                 | Резултат              | Место   | Детаљи |
| ------------------- | ---------- | ------------ | ------------- | ------------- | --------------------- | --------------------- | --------------------- | ------- | ------ |
| Eliane Saholinirina | 1.500 м    | 4:15,64 НР   | 4:18,04 ЛРС   | 12. у гр 2    | није се квалификовала | није се квалификовала | није се квалификовала | 36 / 37 |        |